# Edoardo Villa

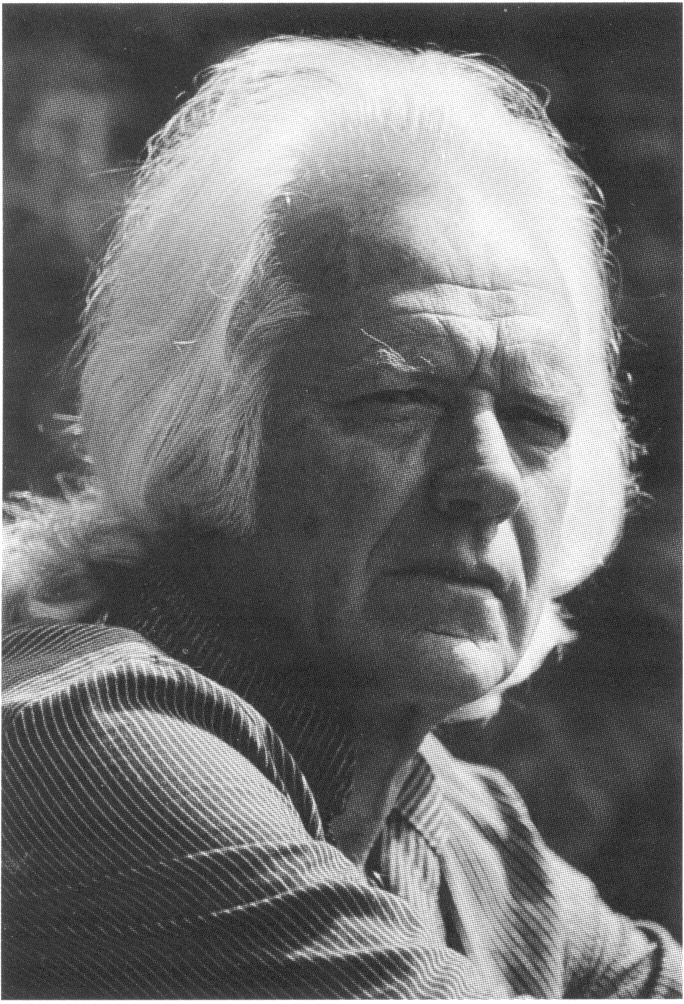
Edoardo Villa

Edoardo Daniele Villa (* 31. Mai 1915 in Redona bei Bergamo; † 1. Mai 2011 in Johannesburg, Südafrika) war ein südafrikanischer Bildhauer italienischer Herkunft, der hauptsächlich in Stahl und Bronze arbeitete.

## Leben
Edoardo Villa wurde 1915 in Bergamo geboren und erhielt seine Ausbildung ab 1939 an der Scuola D’Arte Andrea Fontoni, einer konservativen Kunstschule in Bergamo, die nach einem italienischen Bildhauer und Holzschnitzer des Spätbarock benannt ist. Er wollte sein Kunststudium in Mailand fortsetzen, als er zum zweijährigen Militärdienst einberufen wurde. Er bat darum, in Rom stationiert zu werden, was ihm die Gelegenheit gab, die zahlreichen öffentlichen Skulpturen der Stadt zu sehen.
Bei Ausbruch des Zweiten Weltkriegs wurde Edoardo Villa in die italienische Armee eingezogen und im Nordafrikafeldzug verwundet. Er geriet in englische Gefangenschaft, wurde in einem ägyptischen Krankenhaus behandelt und kam schließlich als Kriegsgefangener nach Südafrika. Zusammen mit 70.000 Italienern war er ab 1942 im Lager Zonderwater in Transvaal interniert. Während der vier Jahre im Kriegsgefangenenlager konnte Edoardo Villa seine bildhauerische Tätigkeit wieder aufnehmen. Im Lager wurden ein Kunstatelier und eine Reihe von kulturellen Aktivitäten für die jungen Gefangenen eingerichtet, und die Jahre, die er dort verbrachte, waren eine aktive Zeit, in der er sich wieder seinem Handwerk widmete.
Im Gegensatz zu den meisten seiner Mitgefangenen beschloss Edoardo Villa nach seiner Entlassung 1947, in Südafrika zu bleiben und sich in ¨Johannesburg niederzulassen. Die ersten Jahre des Bildhauers in Johannesburg waren geprägt von Armut, Kampf und Zweifeln, aber auch von Experimenten und persönlicher Entwicklung. Er schloss wichtige Freundschaften mit Künstlern der Avantgarde und zog 1955 in ein Haus in Parktown North, zusammen mit Stanley Dorfman, einem bekannten jungen Maler und Mitarbeiter von Christo Coetzee und Douglas Portway, beide bedeutende abstrakte Maler. Als Portway Ende der 1950er Jahre nach England emigrierte, kaufte Villa dessen Haus in Kew in der Provinz Gauteng.
Eine weitere wichtige Etappe in der Karriere von Edoardo Villa war die Begegnung mit Lucas Legodi im Jahr 1964, aus der eine langjährige Freundschaft und Zusammenarbeit hervorging, bei der die beiden gemeinsam an großen Skulpturen arbeiteten. Gemeinsam konnten sie produktiver arbeiten, was Villas Entwicklung beschleunigte, da die Werke viel schneller fertiggestellt werden konnten. Statt an einer einzelnen Skulptur arbeitete er oft an einer Serie von Werken. Edoardo Villa widmete sich leidenschaftlich der Schaffung einer afrikanischen Identität in seinem Werk, ein Ziel, das durch seine Freundschaft mit zwei Sammlern moderner und afrikanischer Kunst, Egon Guenther und Vittorini Meneghelli, initiiert und vertieft wurde. Zusammen mit Cecil Skotnes, Sydney Kumalo, Giuseppe Cattaneo und Cecily Sash wurde er Mitglied der Amadlozi Group. 1963 organisierte Egon Guenther für die Amadlozi-Gruppe eine Ausstellung in verschiedenen italienischen Städten und zeigte ihre Werke in Rom, Venedig, Mailand und Florenz. In den achtziger Jahren kehrte Edoardo Villa zur Verwendung von Rohren in seinen Werken zurück, mit der er in den siebziger Jahren begonnen hatte, sowie zur Einbeziehung von Farbe in seine Skulpturen.
Heute prägen die öffentlichen Skulpturen von Edoardo Villa das Stadtbild von Johannesburg – seine Skulpturen sind dort präsenter als die Werke jedes anderen Künstlers. Seine zahlreichen Arbeiten haben das Stadtbild vieler südafrikanischer Städte verändert, denn Villa hat „ein Werk geschaffen, das in Anzahl, Qualität und Umfang seinesgleichen sucht“. Als Mitglied der South African Arts Association und des South African Council of Artists hat er sich in der südafrikanischen Kunstszene einen Namen gemacht und unterhält langjährige Beziehungen zu renommierten Universitäten wie der University of Pretoria und der University of Johannesburg. Er vertrat Südafrika auf der Biennale von São Paulo und fünfmal auf der Biennale von Venedig und hatte weltweit mehr als 100 Einzel- und Gruppenausstellungen.
Das Edoardo Villa Museum an der Universität Pretoria wurde 1995 anlässlich seines 80. Geburtstags eröffnet, an dem er auch die Medaille des Kanzlers der Universität Pretoria erhielt. Ein zweites Edoardo Villa Museum wurde von Giovanni Cervi, einem begeisterten Sammler seiner Skulpturen, in der Nähe seines Geburtsortes eingerichtet.

## Werk

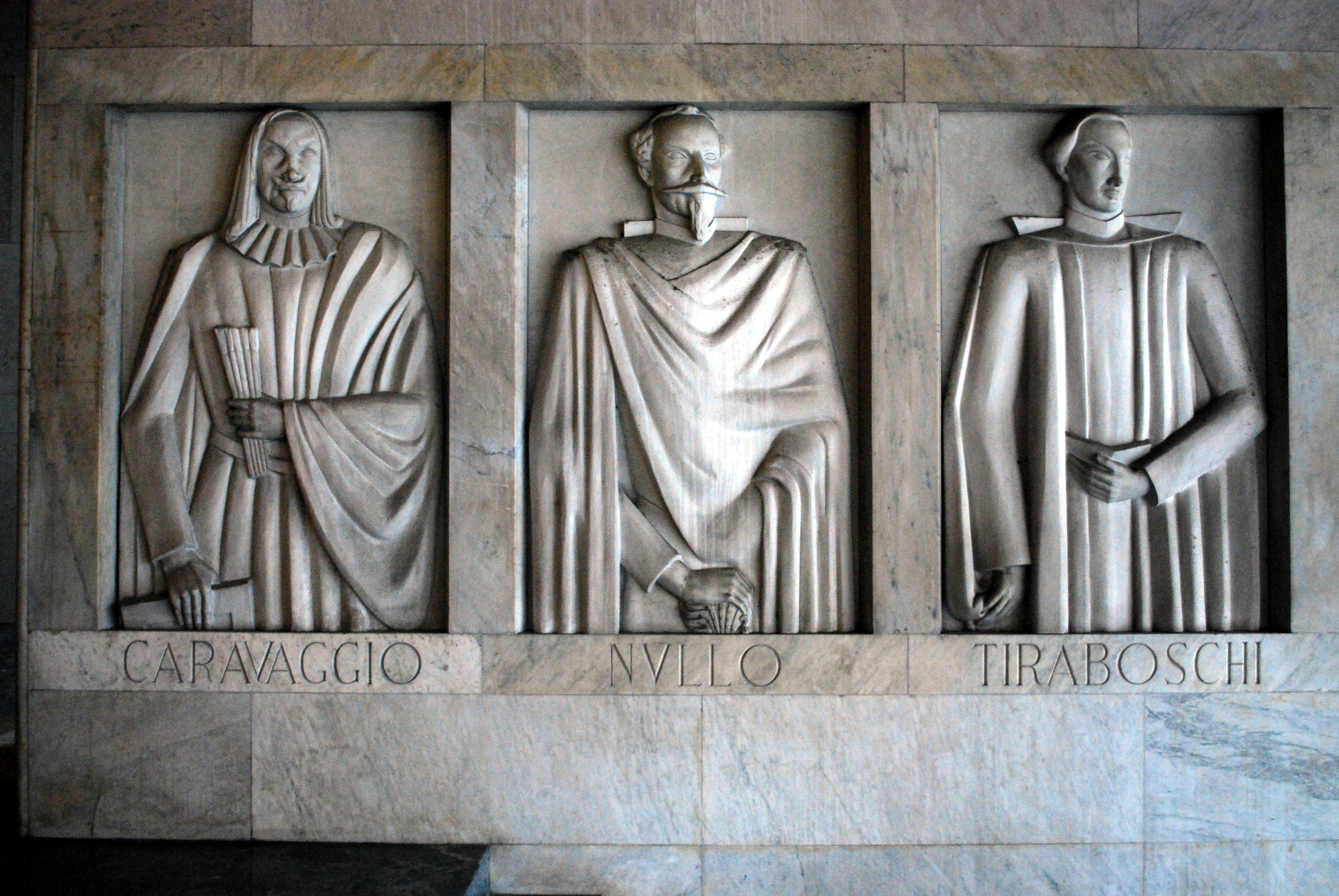
Arbeit von Edoardo Villa am Palazzo della Libertà in Bergamo

Als junger Künstler führte Edoardo Villa eine Reihe von öffentlichen Aufträgen für Reliefs in seiner Heimatstadt aus. 
Edoardo Villa wurde zum wichtigsten abstrakten Bildhauer Südafrikas und lehnte die traditionellen europäischen Kunstpraktiken und die mimetische Bildhauerei ab, die die südafrikanische Szene der 1950er Jahre prägten. Edoardo Villa begann, in seinem Werk einen „afrikanischen“ Charakter zu erforschen, indem er Elemente der Hochlandlandschaft einführte: Pflanzenformen, gleißende Sonne, dramatische Schatten und Felsformationen, die sich in scharfen Konturen und sich überschneidenden flachen und gekrümmten Ebenen manifestieren. In den frühen 1950er Jahren empfahl Villas Freund Douglas Portway ihm, mit der Konstruktion von Skulpturen durch das Zusammenschweißen von Metallstücken zu experimentieren, nachdem Pablo Picasso und Julio Gonzales mit dieser Technik gearbeitet hatten. Anfang der 1950er Jahre unternahm Edoardo Villa mit seinem ebenfalls in Italien geborenen Kollegen Giuseppe Cattaneo eine Reise nach Italien. In Südafrika begründete er einen neuen Trend, den er während seiner gesamten Karriere verfolgte: Er organisierte Freilichtausstellungen im Joubert Park in Johannesburg.
Edoardo Villas Verwendung von kubistischen und konstruktivistischen Techniken und sein kreativer Umgang mit Stahl, bei dem er die Möglichkeiten von gebogenem und geschweißtem Metall erforschte, kennzeichneten seinen „Bruch mit beschreibenden Konventionen“ (Berman, 2005). Im Einklang mit dem Kubismus interessierte er sich für die traditionelle afrikanische Skulptur und eine „neue Formensprache“, die die geometrischen Formen vieler afrikanischer Skulpturen schätzte (Dodd, 2009). In den 1960er Jahren begann Villa einen „Dialog zwischen konstruiertem Stahl und für den Guss modellierten Skulpturen“ (Von Maltitz und Nel, 2005).
In den fast sieben Jahrzehnten seines Schaffens hat Edoardo Villa bemerkenswerte stilistische Wandlungen vollzogen. Seine Skulpturen aus der Zeit nach seiner Entlassung 1947 waren weitgehend konventionell und naturalistisch, aus Ton und Gips. Figurative, deskriptive Köpfe, Büsten und Reliefs wichen der stilisierten Abstraktion modernistischer, von der afrikanischen Landschaft inspirierter Formen und schließlich den farbenfrohen Werken der strukturellen Abstraktion, die den letzten Teil seines Schaffens kennzeichnen. In den 1980er Jahren führte Edoardo Villa zahlreiche öffentliche Aufträge in Kapstadt, Port Elizabeth, Durban und Johannesburg aus. Der Künstler hat auf der ganzen Welt ausgestellt und war unter anderem fünfmal auf der Biennale von Venedig sowie 1957 und 1959 auf der Biennale von São Paulo vertreten. Seine größte Ausstellung mit fast 300 Werken, Villa at 80, fand 1995 in der Universität von Pretoria statt.